# Loma del Cóporo
Loma del Cóporo är en ort i kommunen Malinalco i delstaten Mexiko i Mexiko. Samhället hade 132 invånare vid folkräkningen år 2020.